# Homuteț, Brusîliv
Homuteț (în ucraineană Хомутець) este localitatea de reședință a comunei Homuteț din raionul Brusîliv, regiunea Jîtomîr, Ucraina.

## Demografie
Componența lingvistică a localității Homuteț
     Ucraineană (94,92%)
     Rusă (4,92%)
     Alte limbi (0,08%)
Conform recensământului din 2001, majoritatea populației localității Homuteț era vorbitoare de ucraineană (94,92%), existând în minoritate și vorbitori de rusă (4,92%).